# عادل صابر
عادل صابر (ولد سنة 1965) هو شاعر عامية ومؤلف مسرحي مصري وباحث في التراث الشعري والسردي الشعبي من محافظة قنا بصعيد مصر، ويعد من أبرز شعراء «فن الواو» الشعري الشعبي في صعيد مصر. لُقِّب بأمير فن الواو.

## سيرة موجزة
ولد عادل صابر سنة 1965 في قرية الدير الغربي التابعة لمركز قنا بمصر، وعمل معلمًا للغة الإنجليزية، وكان في طليعة مبتعثي وزارة التربية والتعليم المصرية إلى الولايات المتحدة لتطوير طرق تدريس اللغة الإنجليزية، ويعمل الآن موجِّهًا عامًّ للغة الإنجليزية بوزارة التربية والتعليم المصرية. يُعنى بالتراث الشعبي الشعري والنثري في محافظة قنا على وجه الخصوص، وقد نال عن ذلك درجة الدكتوراه الفخرية من المركز الألماني للثقافة والإبداع والدراسات الإنسانية سنة 2020. مثَّل مصر في المؤتمر العالمي للشعر الشعبي بلبنان سنة 2019.

## من مؤلفاته

### شعر عامية
- موال الليل والصبر: صدر عن الهيئة العامة لقصور الثقافة، مصر (سلسلة إبداعات) سنة 2001[1]
- عطش السواقي: صدر عن الهيئة العامة لقصور الثقافة، مصر (سلسلة أصوات أدبية)[1]
- بحر الدّمِيرة (مواويل ربعاوي): صدر عن مؤسسة عماد قطري للإبداع والتنمية الثقافية (2013).[1]
- مصلوب على النخل: صدر عن دار ورقات للنشر والتوزيع، مصر[5]

### مسرح
- صلاة العصافير (مسرحية، 1998)[1]

### حكايات ومأثورات شعبية
- كَرْم الحكاوي (حكايات شعبية): عن دار ميتابوك للنشر والتوزيع (2021).[1]
- غُنا الحزانَى (من فن العدّودة في جنوب الصعيد) عن الهيئة العامة لقصور الثقافة.
  - يحتوي الكتاب على نحو 4 آلاف عدُّودة صعيدية جمعها الشاعر من محافظات قنا والأقصر وسوهاج وأسوان.[6]

## كتابته للإذاعة والتلفزيون والمسرح
شارك لمدة عشر سنوات في إعداد برنامج «جنوبيات» بالقناة الثامنة، كما شارك في إعداد برنامج «الفلوكة» بالقناة الأولى المصرية، وبرنامج «رحلة البحث عن إنسان» بقناة النيل الثقافية، وكتب أغاني مسرحية «بير السقاية» المأخوذة عن مسرحية «ماكبث» لوليم شكسبير، والتي أخرجها إيهاب زكريا، وغنَّى الفنانون الشعبيون له بعض المواويل وأشعار الواو.

## دراسات عن أعماله
- اللهجة الصعيدية وجذورها العربية والموروث الثقافي في شعر عادل صابر (رسالة دكتوراه للباحث محمد فهمي بكلية آداب جامعة الإسكندرية).[1]
- غُنا الحزانى… دراسة تحليلية عن فن العدودة كتراث ثقافي وشعبي في صعيد مصر (رسالة دكتوراه للباحث السيد رفعت بجامعة دمياط.[7]

## الجوائز

الشاعر عادل صابر

- المركز الأول في مسابقة الإذاعة المصرية عن مسرحية «صلاة العصافير» (1998).[1][5]
- جائزة توفيق الحكيم للمسرح (2021).[8]

## وصلات خارجية
- موقع جريدة الأهرام: عادل صابر الملقب بأمير فن الواو: "الواو" ابن أصيل من قنا ويفقد بريقه عندما يبتعد عنها!